# Sci alpino ai XXI Giochi olimpici invernali - Supercombinata maschile
Tra le competizioni dello sci alpino ai XXI Giochi olimpici invernali di Vancouver 2010 la supercombinata maschile si disputò domenica 21 febbraio sulla pista Dave Murray di Whistler; lo statunitense Bode Miller vinse la medaglia d'oro, il croato Ivica Kostelić si aggiudicò quella d'argento e lo svizzero Silvan Zurbriggen quella di bronzo. La gara era originariamente in programma il 16 febbraio; fu rinviata a causa delle avverse condizioni meteorologiche.
La specialità fece in questa occasione il suo esordio ai Giochi olimpici sostituendo la classica combinata, che prevede lo svolgimento di una discesa libera e uno slalom speciale in due manche; la supercombinata contempla invece una discesa di lunghezza ridotta e una sola manche di slalom e la classifica finale viene determinata dalla somma dei tempi complessivi stabiliti nelle due prove.
Per Miller si trattò della terza medaglia ai Giochi di Vancouver, dopo quelle vinte nella discesa libera del 15 febbraio (bronzo) e nel supergigante del 19 febbraio (argento), e dell'unico oro olimpico.
Detentore uscente del titolo era lo statunitense Ted Ligety, che aveva vinto la gara dei XX Giochi olimpici invernali di Torino 2006 disputata sul tracciato di Sestriere precedendo Kostelić (che a Vancouver quindi bissò la medaglia d'argento) e l'austriaco Rainer Schönfelder (medaglia di bronzo); il campione mondiale in carica era il norvegese Aksel Lund Svindal, vincitore a Val-d'Isère 2009 davanti al francese Julien Lizeroux e al croato Natko Zrnčić-Dim.

## Risultati
| Pos. | Pett. | Atleta                         | Nazione       | Tempo 1ª manche | Pos. 1ª manche | Tempo 2ª manche | Pos. 2ª manche | Tempo totale | Distacco |
| ---- | ----- | ------------------------------ | ------------- | --------------- | -------------- | --------------- | -------------- | ------------ | -------- |
| 1    | 20    | Bode Miller                    | Stati Uniti   | 1:53,91         | 7              | 51,01           | 3              | 2:44,92      |          |
| 2    | 22    | Ivica Kostelić                 | Croazia       | 1:54,20         | 9              | 51,05           | 6              | 2:45,25      | +0,33    |
| 3    | 16    | Silvan Zurbriggen              | Svizzera      | 1:53,88         | 6              | 51,44           | 10             | 2:45,32      | +0,40    |
| 4    | 17    | Carlo Janka                    | Svizzera      | 1:53,65         | 3              | 51,89           | 12             | 2:45,54      | +0,62    |
| 5    | 3     | Ted Ligety                     | Stati Uniti   | 1:55,06         | 15             | 50,76           | 1              | 2:45,82      | +0,90    |
| 6    | 21    | Benjamin Raich                 | Austria       | 1:54,70         | 12             | 51,43           | 9              | 2:46,13      | +1,21    |
| 7    | 9     | Ondřej Bank                    | Rep. Ceca     | 1:55,17         | 16             | 51,02           | 4              | 2:46,19      | +1,27    |
| 8    | 8     | Christof Innerhofer            | Italia        | 1:54,55         | 10             | 51,90           | 13             | 2:46,45      | +1,53    |
| 9    | 12    | Kjetil Jansrud                 | Norvegia      | 1:55,44         | 18             | 51,06           | 7              | 2:46,50      | +1,58    |
| 10   | 33    | Will Brandenburg               | Stati Uniti   | 1:56,28         | 27             | 50,78           | 2              | 2:47,06      | +2,14    |
| 11   | 6     | Andrew Weibrecht               | Stati Uniti   | 1:55,23         | 17             | 52,35           | 19             | 2:47,58      | +2,66    |
| 12   | 26    | Adrien Théaux                  | Francia       | 1:55,05         | 14             | 52,92           | 24             | 2:47,97      | +3,05    |
| 13   | 29    | Dominik Paris                  | Italia        | 1:53,54         | 2              | 54,45           | 29             | 2:47,99      | +3,07    |
| 14   | 15    | Sandro Viletta                 | Svizzera      | 1:55,72         | 21             | 52,47           | 20             | 2:48,19      | +3,27    |
| 15   | 4     | Ryan Semple                    | Canada        | 1:56,13         | 26             | 52,13           | 16             | 2:48,26      | +3,34    |
| 16   | 24    | Markus Larsson                 | Svezia        | 1:56,51         | 30             | 51,79           | 11             | 2:48,30      | +3,38    |
| 17   | 25    | Kryštof Krýzl                  | Rep. Ceca     | 1:56,06         | 23             | 52,25           | 18             | 2:48,31      | +3,39    |
| 18   | 11    | Julien Lizeroux                | Francia       | 1:57,18         | 35             | 51,18           | 8              | 2:48,36      | +3,44    |
| 19   | 7     | Thomas Mermillod Blondin       | Francia       | 1:56,50         | 29             | 52,12           | 15             | 2:48,62      | +3,70    |
| 20   | 18    | Natko Zrnčić-Dim               | Croazia       | 1:54,87         | 13             | 53,99           | 27             | 2:48,86      | +3,94    |
| 21   | 28    | Aleksandr Chorošilov           | Russia        | 1:56,77         | 34             | 52,51           | 21             | 2:49,28      | +4,36    |
| 22   | 38    | Truls Ove Karlsen              | Norvegia      | 1:57,32         | 37             | 51,99           | 14             | 2:49,31      | +4,39    |
| 23   | 45    | Stepan Zuev                    | Russia        | 1:57,23         | 36             | 52,52           | 22             | 2:49,75      | +4,83    |
| 24   | 23    | Stephan Keppler                | Germania      | 1:56,09         | 24             | 53,70           | 25             | 2:49,79      | +4,87    |
| 25   | 40    | Roger Vidosa                   | Andorra       | 1:57,48         | 38             | 52,85           | 23             | 2:50,33      | +5,41    |
| 26   | 48    | Michael Janyk                  | Canada        | 1:59,75         | 43             | 51,02           | 4              | 2:50,77      | +5,85    |
| 27   | 32    | Andrej Jerman                  | Slovenia      | 1:56,03         | 22             | 54,81           | 31             | 2:50,84      | +5,92    |
| 28   | 41    | Filip Trejbal                  | Rep. Ceca     | 1:58,62         | 41             | 52,23           | 17             | 2:50,85      | +5,93    |
| 29   | 36    | Ed Drake                       | Gran Bretagna | 1:56,63         | 33             | 54,28           | 28             | 2:50,91      | +5,99    |
| 30   | 35    | Louis-Pierre Hélie             | Canada        | 1:56,58         | 31             | 55,00           | 32             | 2:51,58      | +6,66    |
| 31   | 34    | Martin Vráblík                 | Rep. Ceca     | 1:58,54         | 40             | 53,92           | 26             | 2:52,46      | +7,54    |
| 32   | 43    | Tyler Nella                    | Canada        | 1:56,60         | 32             | 56,05           | 33             | 2:52,65      | +7,73    |
| 33   | 49    | Igor Zakurdaev                 | Kazakistan    | 1:58,95         | 42             | 57,25           | 34             | 2:56,20      | +11,28   |
| 34   | 51    | Stefan Georgiev                | Bulgaria      | 2:02,77         | 46             | 54,64           | 30             | 2:57,41      | +12,49   |
|      | 1     | Peter Fill                     | Italia        | 1:54,15         | 8              | DNF             |                |              |          |
|      | 2     | Hans Olsson                    | Svezia        | 1:53,83         | 5              | DNF             |                |              |          |
|      | 10    | Didier Défago                  | Svizzera      | 1:53,69         | 4              | DNF             |                |              |          |
|      | 13    | Aksel Lund Svindal             | Norvegia      | 1:53,15         | 1              | DNF             |                |              |          |
|      | 14    | Manfred Mölgg                  | Italia        | 1:58,29         | 39             | DNF             |                |              |          |
|      | 27    | Andrej Šporn                   | Slovenia      | 1:54,56         | 11             | DNF             |                |              |          |
|      | 30    | Lars Elton Myhre               | Norvegia      | 1:55,44         | 18             | DNF             |                |              |          |
|      | 39    | Andrej Križaj                  | Slovenia      | 1:56,48         | 28             | DNF             |                |              |          |
|      | 42    | Andreas Romar                  | Finlandia     | 2:00,89         | 45             | DNF             |                |              |          |
|      | 44    | Ferrán Terra                   | Spagna        | 1:56,12         | 25             | DNF             |                |              |          |
|      | 46    | Cristian Javier Simari Birkner | Argentina     | 2:00,58         | 44             | DNF             |                |              |          |
|      | 31    | Georg Streitberger             | Austria       | 1:55,55         | 20             | DNS             |                |              |          |
|      | 5     | Johan Clarey                   | Francia       | DNF             |                |                 |                |              |          |
|      | 19    | Romed Baumann                  | Austria       | DNF             |                |                 |                |              |          |
|      | 37    | Ivan Ratkić                    | Croazia       | DNF             |                |                 |                |              |          |
|      | 47    | Jaroslav Babušiak              | Slovacchia    | DNF             |                |                 |                |              |          |
|      | 50    | Kevin Esteve                   | Andorra       | DNF             |                |                 |                |              |          |
|      | 52    | Roberts Rode                   | Lettonia      | DNF             |                |                 |                |              |          |

Legenda:

DNF = prova non completata

DNS = non partito

Pos. = posizione

Pett. = pettorale
1ª manche:

Ore: 9.30 (UTC-8)

Pista: Dave Murray

Partenza: 1 678 m s.l.m.

Arrivo: 825 m s.l.m.

Lunghezza: 3 105 m

Dislivello: 853 m

Porte: 41

Tracciatore: Helmuth Schmalzl (FIS)
2ª manche:

Ore: 12.15 (UTC-8)

Pista: Dave Murray

Partenza: 1 005 m s.l.m.

Arrivo: 805 m s.l.m.

Dislivello: 200 m

Porte: 69

Tracciatore: Ante Kostelić (Croazia)